# Bisetocreagris kaznakovi lahaulensis
Bisetocreagris kaznakovi lahaulensis es una subespecie de arácnido del orden Pseudoscorpionida de la familia Neobisiidae.

## Distribución geográfica
Se encuentra en la India.